# Saint-Laurent—Saint-Georges
Saint-Laurent—Saint-Georges fut une circonscription électorale fédérale du Québec, située sur l'île de Montréal. Elle fut représentée à la Chambre des communes de 1917 à 1968.
La circonscription fut créée en 1917 avec des parties des circonscriptions de Saint-Antoine et Saint-Laurent. Abolie en 1966, elle fut redistribuée parmi les circonscriptions de Saint-Henri, Saint-Jacques et Westmount.

## Géographie
En 1914, la circonscription comprenait:
- Une partie de la ville de Montréal contenu dans les quartiers Saint-Laurent, Saint-Georges

## Députés
1. 1917-1921 — Charles Colquhoun Ballantyne, PLC
2. 1921-1925 — Herbert Meredith Marler, PLC
3. 1925-1940 — Charles Hazlitt Cahan, Cons.
4. 1940-1954 — Brooke Claxton, PLC
5. 1954¹-1958 — Claude Richardson, PLC
6. 1958-1962 — Egan Chambers, PC
7. 1962-1968 — John Napier Turner, PLC

- PC  = Parti progressiste-conservateur
- PLC = Parti libéral du Canada
- ¹   = Élection partielle